# Ranuncle glacial
El ranuncle glacial, Ranunculus glacialis, és una espècie de planta dins la família Ranunculaceae. És una espècie herbàcia que fa de 4 a 20 cm d'alt amb els sèpals persistents fins a la fructificació, hirsuts amb pèls rogencs. És glabrescent i erecta, amb les fulles lluents i flors poc nombroses de color rosa o blanques. Floreix de juliol a agost. Fruit en núcula glabra
Ranunculus glacialis és una espècie àrtico-alpina que es troba a les lates muntanyes del sud d'Europa (Alps, Pirineus, Carpats, Sierra Nevada) i també a Escandinàvia, Islàndia, les Illes Faroe, Jan Mayen, Svalbard i est de Groenlàndia. Als Països Catalans es troba només als Pirineus a una altitud entre 2.400 a 3.000 metres. Es creu que es tracta de la planta que als Alps arriba a més altitud, allà floreix cap als 4.000 msnm. Als Pirineus en pedrusques humides al peu de les congestes. En terreny àcid. Al nord d'Europa es troba a la tundra. La subespècie Ranunculus glacialis subsp. chamissonis, es troba als dos costats de l'Estret de Bering, a Sibèria i Alaska.